# Louis II de Bavière (1229-1294)
Pour les articles homonymes, voir Louis II et Louis de Bavière.
 (mars 2020).
Si vous disposez d'ouvrages ou d'articles de référence ou si vous connaissez des sites web de qualité traitant du thème abordé ici, merci de compléter l'article en donnant les références utiles à sa vérifiabilité et en les liant à la section « Notes et références ».
Louis II de Bavière dit « Le Sévère » (en allemand der Strenge), connu également sous le nom de Louis Ier ou Louis de Haute-Bavière (né le 13 avril 1229 à Heidelberg et mort le 2 février 1294), est un duc et un comte. Il co-régna avec son frère cadet Henri XIII sur le duché de Bavière de 1253 à 1255 ainsi que sur le comté palatin du Rhin de 1253 à 1255. Il régna seul sur le duché de Haute-Bavière et sur le comté palatin du Rhin de 1255 à 1294.

## Biographie

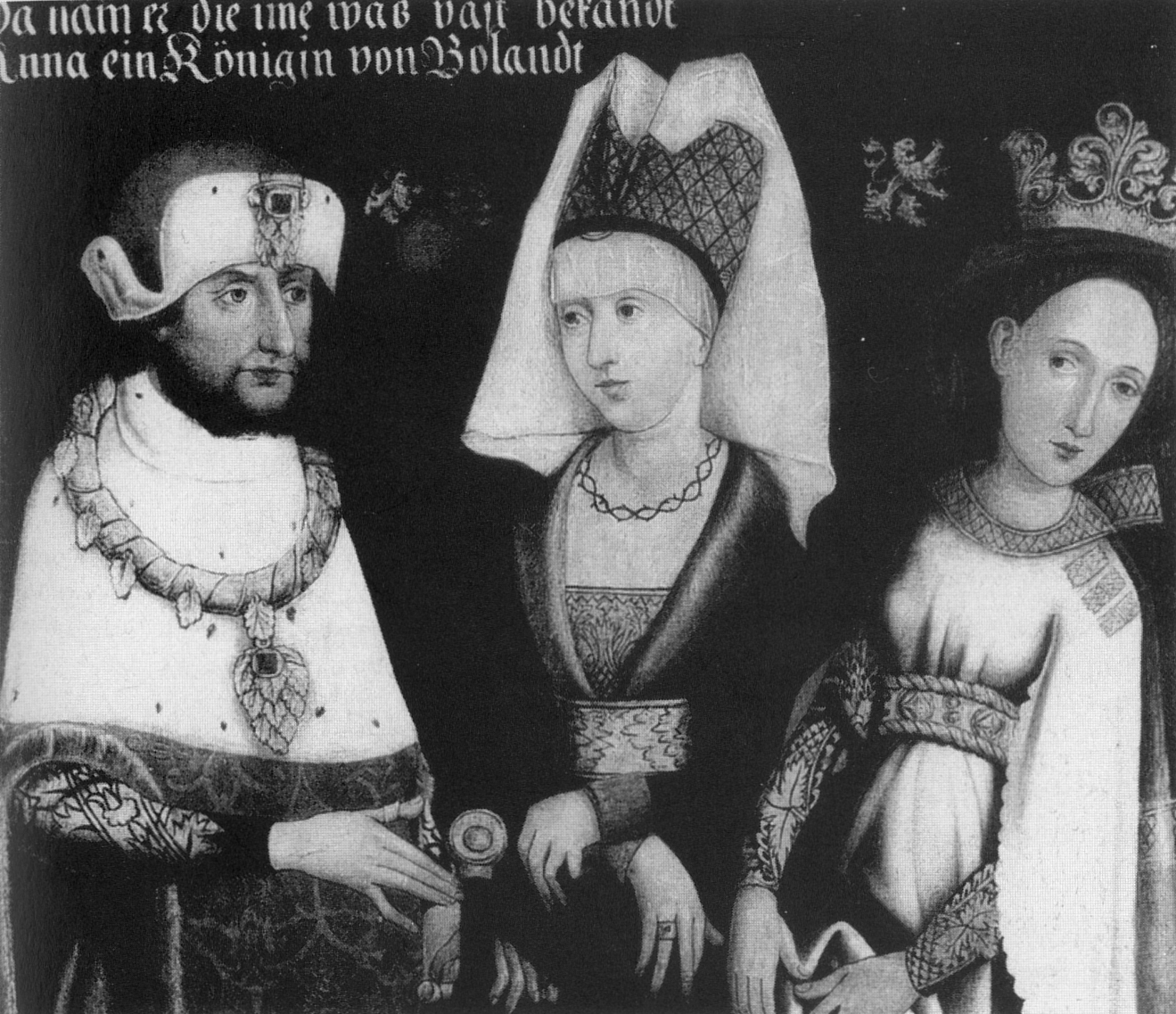
avec ses deux épouses Marie de Brabant (au milieu) et Anne de Glogau (à droite).

Il est le fils d'Othon II de Bavière et d'Agnès du Palatinat, elle-même fille du Welf Henri V, comte palatin du Rhin et petite-fille d'Henri XII le Lion et Conrad de Hohenstaufen. 
En 1246, Louis, à peine âgé de 17 ans, soutient son beau-frère, le roi de Germanie Conrad IV, contre l'usurpation d'Henri IV Raspe. En 1251, Louis est à nouveau en guerre mais contre l'évêque de Ratisbonne.
Il succède à son père comme duc de Bavière à la mort de celui-ci en 1253. Lorsque l'héritage Wittelsbach est divisé en 1255 entre les fils d'Othon, Louis reçoit le Palatinat et la Haute-Bavière, ce qui fait de lui le duc de Haute-Bavière, tandis que son frère, le duc Henri XIII, reçoit la Basse-Bavière, ce qui fait de lui le duc de Basse-Bavière. Cette partition étant contraire à la loi, elle provoque la colère des évêques de Bavière, qui s'allient au roi Ottokar II de Bohême en 1257. Pendant l'interrègne allemand, après la mort du roi Guillaume en 1256, Louis soutient le roi Richard de Cornouailles. En août 1257, le roi Ottokar envahit finalement la Bavière mais Louis et Henri parviennent à repousser l'attaque. Ce fut l'une des rares actions concertées et harmonieuses des deux frères, qui se disputaient souvent. 
Les résidences principales de Louis se trouvaient à Alter Hof, situé à l'extrême nord-est de Munich et au château de Heidelberg. En tant que prince-électeur de l'empire, il est fortement impliqué dans les élections royales pendant quarante ans. Avec son frère, Louis soutient également son jeune neveu Conradin de Hohenstaufen dans ses prétentions au duché de Souabe mais ne parvient pas à l'imposer comme roi de Germanie. Son soutien aux Hohenstaufen vaut à Louis d'être excommunié par le pape en 1266. En 1267, lorsque son neveu traverse les Alpes avec une armée, Louis n'accompagne Conradin que jusqu'à Vérone. Après l'exécution du jeune prince à Naples en 1268, Louis hérite de certaines de ses possessions en Souabe et soutient l'élection de Rodolphe Ier de Habsbourg contre Ottokar II en 1273. Le 26 août 1278, les armées de Rodolphe et de Louis affrontent les forces d'Ottokar sur les rives de la Morava dans la bataille de Dürnkrut et de Jedenspeigen, où Ottokar est vaincu et tué. En 1289, la dignité électorale de la Bavière passe à nouveau à la Bohème, mais Louis reste électeur en tant que comte palatin du Rhin. Après la mort de Rodolphe en 1291, Louis ne parvient pas à faire gagner son beau-frère Albert Ier contre Adolphe de Nassau. 
Louis meurt à Heidelberg le 2 février 1294. Son fils aîné, Rodolphe Ier, lui succède. Quelques mois plus tard, Rodolphe épouse Mathilde de Nassau, la fille d'Adolphe. 
Louis repose dans la crypte de l'abbaye de Fürstenfeld. 

## Mariages et descendance
Louis II de Bavière épouse en premières noces en 1254 Marie de Brabant, fille du duc Henri II et de Marie de Souabe, qu'il fait exécuter en 1256 pour adultère et dont il n'a pas d'enfants. Aucune preuve relative à cet adultère n'ayant pu être produite, Louis doit expier en fondant l'abbaye cistercienne de Fürstenfeld (Fürstenfeldbruck), près de Munich.
Les sources diffèrent quant aux circonstances ayant préludé à cette exécution : en 1256, Louis s'absente de sa résidence pendant une longue période en raison de ses obligations de souverain qui le retiennent dans la région du Rhin. Sa femme écrit deux lettres, une à son mari, l'autre au comte de Kyburg à Hunsrück, un vassal de Louis. D'après les chroniques de l'époque, le messager aurait inversé les courriers et Louis en aurait déduit que sa femme entretenait une relation amoureuse secrète.
Avec le temps, le folklore a considérablement brodé autour du geste de Louis mais bon nombre d'histoires datent d'après sa mort. Les ballades ont embelli l'action en la transformant en une folie meurtrière au cours de laquelle Louis aurait tué non seulement sa femme, après avoir chevauché cinq jours et cinq nuits, mais aurait également poignardé le messager qui lui avait apporté la mauvaise lettre ; puis, entrant au château, il aurait tué un courtisan et une dame de la cour et jeté la servante de sa femme du haut des remparts, avant de massacrer cette dernière soit à coups de poignard, soit en lui coupant la tête.
D'autres récits, plus sobres, rapportent l'exécution de Marie le 18 janvier 1256 au château de Mangoldstein à Donauwörth par décret ducal mais rien de plus.
Il se remarie en 1260 avec Anne de Głogów, fille de Conrad II et de Salomé de Grande-Pologne. Trois enfants sont issus de cette union :
- Marie (née en 1261), qui entre dans les ordres à l'abbaye de Marienberg, à Boppard ;
- Agnès (1262 † 21 octobre 1269) ;
- Louis (13 septembre 1267 † 23 novembre 1290), en 1288 il épousa Isabelle de Lorraine et meurt dans un tournoi à Nuremberg deux ans plus tard.

De nouveau veuf, Louis II de Bavière épouse en 1273, Mathilde de Habsbourg. Cinq enfants sont issus de cette union :
- Rodolphe Ier du Palatinat ;
- Mathilde (1275 † 28 mars 1319), en 1288 elle épouse le duc Othon II de Lunebourg ;
- Agnès (1276 † 22 juillet 1345), en 1290 elle épouse Henri de Hesse (fils d'Henri Ier de Hesse), veuve elle épousa en 1298 le margrave Henri Ier de Brandebourg de la maison d'Ascanie, margrave de Brandebourg ;
- Anne (née en 1280), qui entre dans les ordres à Ulm ;
- Louis IV du Saint-Empire.

Louis II de Bavière est un ascendant direct des rois de Bavière, des ducs en Bavière, d'Élisabeth de Wittelsbach, de François-Joseph Ier d'Autriche.